# Fostamatinib
Fostamatinib – organiczny związek chemiczny stosowany jako lek z grupy inhibitorów kinazy tyrozynowej. Jego mechanizm działania polega na hamowaniu kinazy tyrozynowej śledzionowej.
Lek ten, jako inhibitor jednego z enzymów biorących udział w reakcjach wywołanych aktywacją BCR, może być skutecznie wykorzystany w leczeniu niektórych chorób polegających na nadmiernej produkcji przeciwciał przez limfocyty B. Znalazł on zastosowanie w leczeniu wielu chorób, takich jak immunologiczna małopłytkowość (ITP), reumatoidalne zapalenie stawów, autoimmunologiczna postać anemii hemolitycznej i nefropatia IgA.